# أبي بن قيس النخعي
أُبيّ بن قيس النَّخعي، أدرك زمن النبي محمد، واختُلف في كونه صحابيّاً، فذكره ابن حجر العسقلاني ضمن الصحابة في كتابه الإصابة في تمييز الصحابة، وذكره ابن حبان في ثِقات التابعين. هاجر مع أخيه علقمة زمن عمر بن الخطاب. شارك في معركة صفين سنة 37 هـ الموافق 657 مع علي بن أبي طالب، وقُتل فيها. له ضريح يُنسب له في مسجد أويس القرني في الرقة السوريّة.